# Safri Duo
Safri Duo é uma dupla de dinamarqueses composta por Uffe Savery (5 de abril, 1966) e Morten Friis (21 de agosto, 1968). Foram descobertos por um executivo da música clássica, mas ao invés de seguirem suas origens clássicas, optaram pela música eletrônica que combina um som tribal, dance music e world music. Um dos resultados desta mistura foi a música Played-a-live (The Bongo Song), que se tornou uma das música mais populares na Europa.

## História

### Começo
Uffe Savery e Morten Friis se conheceram em 1977 enquanto estavam na Tivoli Garden Boys' Guard, e mais tarde, durante seu tempo no Conservatório de Música Royal Danish, formaram uma dupla experimental, chamada de Safri Duo, que o nome foi originado de suas primeiras letras de seus respectivos sobrenomes. Muitos álbuns foram gravados e lançados pela Chandos Records, em que o duplo aparesentou peças por famosos clássicos (Bach, Mendelssohn, Ravel, que os trabalhos foram arranjados por Savery e Friis para dois marimbas, ou para marimba e vibrafone) e compositores contemporâneos(Reich, Nørgård, Ter Veldhuis). Suas performances de especialmente, Ter Veldhuis' Goldrush, Ravel's Alborada del gracioso e Anders Koppel's Toccata para o vibrafone e marimba são frequentemente gravadas como pequenos milestones por percussionistas, como bem outros músicos ou pessoas relacionadas para o mundo da música clássica.

### 3.0
O Álbum 3.0 foi lançado em 2003. Teve a participação de Clark Anderson como vocalista em algumas faixas, incluindo All the People in the World, Agogo Mosse e Laarbasses. O single Rise se tornou um grande sucesso, depois foi lançado uma nova versão da música: Rise (Leave Me Alone) que tinha Clark Anderson nos vocais. Em 2004 a dupla lançou um remix do álbum 3.0 chamado de 3.5 - International Version, nele continha a nova versão do hit Rise.

## Discografia
| Year | Álbum                                 |
| ---- | ------------------------------------- |
| 1990 | Turn Up Volume                        |
| 1995 | Works For Percussion                  |
| 1995 | Lutoslawski, Bartók, Helweg           |
| 1995 | Percussion Transcriptions             |
| 1996 | Goldrush                              |
| 1998 | Bach To The Future                    |
| 2002 | Episode II                            |
| 2002 | Episode II - The Remix Edition        |
| 2003 | Safri Duo 3.0                         |
| 2004 | Safri Duo 3.5 - International Version |
| 2008 | Origins                               |